# Charles Eugène de Croÿ
Charles Eugène de Croÿ was een Duits-Russische maarschalk uit de adellijke familie Croÿ.
Hij was de zoon van Jean III Croy-Roeulleux. Hij deed onder anderen mee aan de Grote Turkse Oorlog en de Grote Noordse Oorlog. Hij stierf in Reval als Zweeds krijgsgevangene, nadat hij gevangen genomen was in de Slag bij Narva.